# Aydoilles
Aydoilles település Franciaországban, Vosges megyében. Lakosainak száma 1007 fő (2022. január 1.). Aydoilles Longchamp, Le Roulier, Sercœur, Vaudéville, La Baffe, Charmois-devant-Bruyères, Deyvillers, Dompierre, Épinal és Fontenay községekkel határos.

## Népesség
A település népességének változása:
| Lakosok száma | 1075 | 1060 | 1094 | 1028 | 1012 | 1009 | 1006 | 995  | 1007 |
|               | 2013 | 2015 | 2016 | 2017 | 2018 | 2019 | 2020 | 2021 | 2022 |